# Lemon Angel
Lemon Angel (レモンエンジェル) est un groupe féminin de J-pop, actif de 1987 à 1990, composé de trois idoles japonaises : Tomo Sakurai, Erika Shima, et Miki Emoto. Le groupe est créé en parallèle avec la série anime homonyme Lemon Angel (ja), contant les aventures de trois idoles sur le chemin du succès, avec les voix et chansons des membres du groupe. Après sa séparation en 1990, Tomo Sakurai reste dans le domaine du doublage en tant que seiyū, et sortira plusieurs disques en solo.

## Membres
- Tomo Sakurai (桜井智?) : née le 10 septembre 1971
- Erika Shima (ja) (島えりか) : née le 26 octobre 1970
- Miki Emoto (ja) (絵本美希) : née le 24 juillet 1969

## Discographie

### Albums
Mini Album

## Liens
- (en) Fiche sur idollica
- (ja) Page Lemon Angel sur un site de fan